# Ulf Sedlacek
Ulf Sedlacek, född den 10 juni 1965, är en svensk före detta friidrottare (400 meter häck). Han tävlade för Umedalens IF. Han utsågs 1989 till Stor grabb nummer 382 i friidrott.

## Familj
Ulf Sedlaceks pappa, Peter Sedlacek, är aktiv folkpartist i Umeå.

### Fotnoter
1. ↑  World Athletics Database, World Athletics ID: 139332.[källa från Wikidata]
2. 1 2 3  Wiger 2006, s. 98.
3. 1 2  Stora grabbars märke Läst 2015-12-15
4. ↑  friidrott.se:s Stora Grabbar-sida Arkiverad 31 mars 2016 hämtat från the Wayback Machine. Läst 2015-12-15
5. ↑  Personinfo via Folkpartiet.se Arkiverad 22 december 2015 hämtat från the Wayback Machine.